# Mega Man: Dr. Wily's Revenge
Mega Man: Dr. Wily's Revenge, originariamente pubblicato in Giappone con il titolo Rockman World (ロックマンワールド?, Rokkuman Wārudo), è un videogioco sparatutto a piattaforme sviluppato e pubblicato dalla Capcom nel 1991 per il Game Boy della Nintendo. È il primo gioco portatile del franchise Mega Man. Fu distribuito in Giappone il 26 luglio 1991 e fu localizzato in Nord America quel dicembre e in Europa l'anno successivo. Il gioco continua le avventure dell'eroe androide Mega Man mentre affronta ancora una volta il diabolico Dr. Wily, che ha inviato i suoi "Robot Masters" rinati e un nuovo "Mega Man Killer" chiamato Enker a conquistare il mondo.